# 雨があがったら
『雨があがったら』（あめがあがったら、Tanta agua）は2013年のウルグアイのドラマ映画。2013年2月に開催された第63回ベルリン国際映画祭パノラマ部門に出品された。
日本では劇場未公開だが、2014年1月12日にWOWOWで放送された。

## ストーリー
アルベルトは離婚した妻が引き取っている娘ルシアと息子フェデリコを連れて3人で1週間のバカンスに出かける。観光地のキャビンに泊まり、まずはプールで泳ごうとするが、大雨でプールは使えない。その後も雨が降り続き、せっかくのバカンスは台無しとなる。そのうち、3人はそれぞれ別行動をとるようになる。アルベルトは生来の女好きから観光地で出会った女性に手を出す。ルシアとフェデリコはそれぞれ同年代の友だちを見つける。
ルシアはディエゴという少年と出会い、恋心を抱くが、彼はルシアの友人となっていたマエロンに惹かれていた。ルシアはマエロンを出し抜いてディエゴに会うため、アルベルトに嘘をついて夜遊びに出かける。ところが、そこにマエロンが現れたためにディエゴはルシアを置いてマエロンのもとに行ってしまう。ディエゴとマエロンの楽しげな様子を見たルシアは悪酔いし、アルベルトに迎えに来てもらう。ルシアを連れ帰ったアルベルトはルシアを叱るが、心身ともに弱り切っているルシアを優しく寝かしつける。
翌朝、ようやく天気は良くなる。アルベルトは前日に怪我をしたフェデリコを精密検査のために病院に連れて行く。残されたルシアはプールに行き、そこでディエゴとマエロンに出会う。ルシアに嫌悪感を示すマエロンに、ルシアは決別の言葉をかけてプールから出る。そこにアルベルトとフェデリコがやって来る。ルシアはプールに潜って息を止める。

## キャスト
- アルベルト - ネストル・グッシーニ： 整体師。薄毛で肥満の中年男。
- ルシア（ルー） - マルー・チョウサ： アルベルトの娘。10代。
- フェデリコ（フェデ） - ホアキン・カスティリョーニ： アルベルトの息子。10歳。
- マエロン - ソフィア・アサムブヤ： ルシアの友人になった同年代のアルゼンチンの少女。
- ディエゴ - アンドレス・スニーニ： ルシアが一目惚れした少年。マエロンに気がある。
- ミゲル - ヴァレンティーノ・ムッフォリーニ： フェデリコの友人になった同年代の少年。